# Filipovići (Serbia)
Filipovići (cyr. Филиповићи) – wieś w Serbii, w okręgu maczwańskim, w mieście Loznica. W 2011 roku liczyła 131 mieszkańców.